# Питерс, Аннетт
Аннетт Рене Хэнд-Питерс (англ. Annette Renée Hand-Peters; род. 31 мая 1965, Рино, Невада) — американская легкоатлетка, специалистка по бегу на средние и длинные дистанции, легкоатлетическому кроссу. Выступала за сборную США по лёгкой атлетике в 1987—2001 годах, обладательница бронзовой медали Игр доброй воли в Санкт-Петербурге, чемпионка США в дисциплинах 1500 и 3000 метров, бывшая рекордсменка страны в дисциплине 5000 метров, участница летних Олимпийских игр в Барселоне.

## Биография
Аннетт Хэнд родилась 31 мая 1965 года в городе Рино, штат Невада.
Занималась лёгкой атлетикой во время учёбы в Университете штата Монтана, состояла в местной команде, регулярно принимала участие в различных студенческих стартах. Здесь познакомилась со своим будущим мужем Заком Питерсом, который выступал за университетскую команду по футболу.
Будучи студенткой, в 1987 году представляла США на Всемирной Универсиаде в Загребе — в зачёте бега на 3000 метров с результатом 9:06.75 финишировала четвёрой.
Перейдя в Орегонский университет, в 1988 году в беге на 5000 метров одержала победу на чемпионате Национальной ассоциации студенческого спорта (NCAA). В общей сложности четыре раза получала статус всеамериканской спортсменки.
В 1989 году в составе американской национальной сборной стартовала на чемпионате мира по кроссу в Ставангере, где заняла 25-е место.
В 1991 году показала 19-й результат на кроссовом чемпионате мира в Антверпене, в дисциплине 3000 метров финишировала восьмой на чемпионате мира в Токио.
В 1992 году закрыла тридцатку сильнейших на домашнем чемпионате мира по кроссу в Бостоне, став серебряной призёркой женского командного зачёта. В беге на 3000 метров пришла к финишу третьей на Олимпийском отборочном турнире Соединённых Штатов в Новом Орлеане и тем самым удостоилась права защищать честь страны на летних Олимпийских играх в Барселоне — на предварительном квалификационном этапе 3000 метров показала время 8:52.77, чего оказалось недостаточно для выхода в финальную стадию.
В 1993 году заняла 21-е место на кроссовом чемпионате мира в Аморебьета-Эчано, стала чемпионкой США в дисциплинах 1500 и 3000 метров, бежала 3000 метров на чемпионате мира в Штутгарте, показав в финале десятый результат. На международном турнире ISTAF в Берлине финишировала второй в беге на 5000 метров и установила национальный рекорд на данной дистанции — 14:56.07 (третий результат мирового сезона).
В 1994 году среди прочего защитила звание чемпионки США в дисциплине 3000 метров, завоевала бронзовую награду на Играх доброй воли в Санкт-Петербурге, уступив в финале только россиянке Елене Романовой и португалке Фернанде Рибейру.
В 1997 году бежала 10 000 метров на чемпионате мира в Афинах, заняла в финале 13-е место.
В 2001 году показала 53-й результат на чемпионате мира по кроссу в Остенде, по окончании сезона завершила спортивную карьеру.